# Teknisk högskola

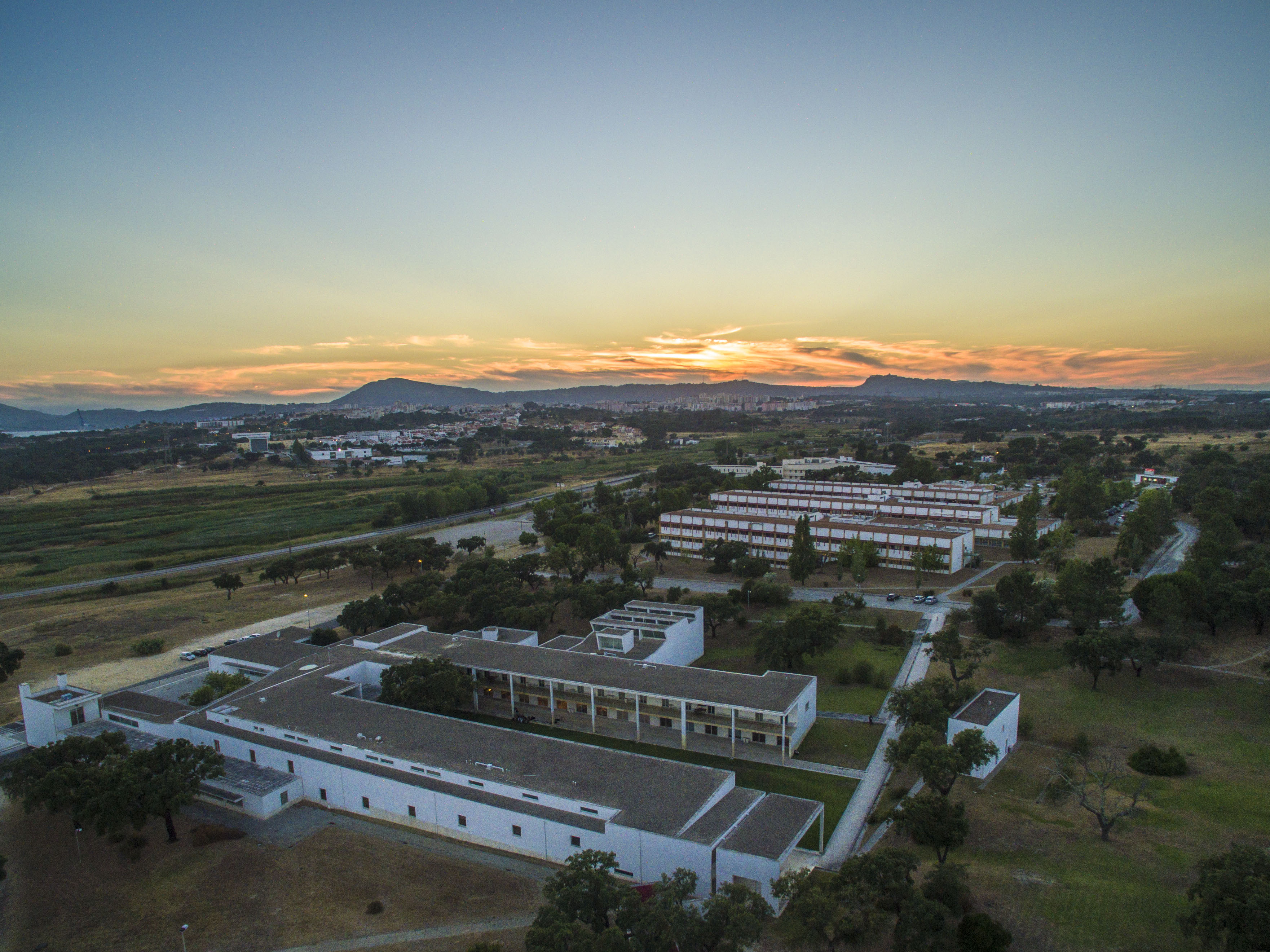
Campus do IPS em Setúbal

En teknisk högskola är en högskola eller ett universitet som har tekniskt vetenskapsområde och därmed rätt att bedriva forskarutbildning inom teknik. Vanligtvis bedrivs även civilingenjörsutbildning, vilket brukar vara den dominerande verksamheten. En teknisk högskola med rätt att kalla sig universitet kan kallas ett tekniskt universitet. Den tekniska fakulteten vid ett universitet kallas ibland för teknisk högskola. En teknisk högskola kan också vara den enhet inom en oftast teknisk-naturvetenskaplig fakultet som ansvarar för civil- och högskoleingenjörsutbildning.
Den tekniska fakulteten omfattar tekniska ämnen som elektronik, hållfasthetslära och reglerteknik men kan ofta omfatta naturvetenskapliga ämnen och matematik.

## Begreppets historia och internationella motsvarigheter
Begreppet teknisk högskola har till svenska språket lånats in från tyskans Technische Hochschule, och betecknade ursprungligen en högre skola för kvalificerad ingenjörsutbildning snarare än en högskola eller ett universitet som även ägnade sig åt forskning. Det i Stockholm belägna och 1827 grundade Teknologiska institutet bytte 1877 namn till Tekniska högskolan, och var fram till 1937 den enda svenska högskola som kallades teknisk högskola. 1937 uppgraderades Chalmers tekniska institut i Göteborg till teknisk högskola, och Tekniska högskolan i Stockholm kom ofta att betecknas Kungliga Tekniska Högskolan för att skilja dem åt.
Från början av 1900-talet har även forskning och forskarutbildning varit ett naturligt inslag i de större tekniska högskolornas verksamhet, och teknisk doktorsgrad kunde avläggas vid KTH från 1927. I det tyskspråkiga området har från 1970-talet de flesta tekniska högskolor fått nya namn som tekniska universitet, Technische Universität, för att markera att deras verksamhet är likställd de övriga universiteten. Denna utveckling har senare i viss utsträckning även nått även det svenskspråkiga området.
Det tidigare utnyttjade svenska begreppen, teknologiskt institut (KTH) eller tekniskt institut (Chalmers), är fortfarande vanligt förekommande på engelska, särskilt amerikansk engelska, i form av Institute of technology. Medan namnbytet till teknisk högskola på svenska betecknade en "uppgradering", tycks det på engelska inte finnas några associationer av att "instituten" står lägre i rang. Exempel är Massachusetts Institute of Technology (MIT) och California Institute of Technology (Caltech) i Pasadena, som båda är mycket välrenommerade, de rankas av branschledande QS World University Rankings 2024 som nummer ett, respektive 15 i världen bland samtliga fullständiga universitet. Där återfinns även Stanford University som nummer fem i världen, samt Harvard University vilket rankas som nummer fyra. De svenska universiteten, bland andra KTH (nummer 73), Lund (nummer 85), Uppsala (nummer 105), Chalmers Tekniska Högskola (nummer 129) och Linköpings universitet (nummer 268) återfinns även de på rankinglistan.
Ett annat begrepp som förr förekom i USA var Agricultural and Mechanical College, som var kombinerade lantbrukshögskolor och tekniska högskolor som grundades på 1800-talet i flera delstater. Dessa kallar sig idag ofta för universitet, men vissa har behållit bokstäverna A&M i sina namn, till exempel Texas A&M University.
På franska, engelska (mest brittisk engelska) och flera andra språk finns också (eller har funnits) begreppet "polyteknisk skola" (école polytechnique, polytechnic, polytechnic institute, Polytechnikum) med motsvarande innebörd. Begreppet polyteknisk skola indikerar att den bedriver utbildning inom många (grekiska poly) teknikområden. Begreppet kommer sig av att de äldsta tekniska utbildningarna bedrevs vid skolor med ett snävare program, såsom bergsskolor, mekaniska skolor och byggnadsskolor, till skillnad från de senare bildade polytekniska skolorna. Många av de äldsta tekniska högskolorna kan räkna denna typ av "snävare" skolor som sina föregångare.

## Några tekniska högskolor
- Blekinge tekniska högskola (BTH), Karlskrona
- Kungliga tekniska högskolan (KTH), Stockholm
- Linköpings tekniska högskola (LiTH), Linköping
- Uppsala tekniska högskola inom teknisk-naturvetenskapliga fakulteten vid Uppsala universitet, Uppsala
- Luleå tekniska universitet, Luleå
- Lunds tekniska högskola (del av Lunds universitet), Lund
- Chalmers tekniska högskola, stiftelseägd, Göteborg
- Imperial College i London, Storbritannien
- École polytechnique i Paris, Frankrike
- Tekniska högskolan, Helsingfors, Finland
- Massachusetts Institute of Technology (MIT) i Cambridge, Massachusetts, USA
- California Institute of Technology (Caltech) i Pasadena, Kalifornien, USA
- Iraks tekniska universitet
- Jamaicas tekniska universitet

## Rankning
Enligt Urank rankades Kungliga tekniska högskolan 2013 högst bland Sveriges lärosäten inom teknikområdet. Enligt QS World University Rankings 2011 rankades Massachusetts Institute of Technology (MIT), USA, inom teknikområdet.